# Mohammed – härföraren
Mohammed – härföraren (engelska:The Message, arabiska: Al-Risalah), är en syrisk/libanesisk film av Moustapha Akkad från 1976 som handlar om profeten Muhammeds livshistoria. Muhammed visas dock inte i bild.

## Handling
Ängeln Gabriel har uppenbarat sig för Muhammed och han predikar läran om den enda guden i Mekka. De ledande köpmännen ser sina goda affärer hotas av den nya religionen och motarbetar Muhammed på olika, mer eller mindre blodiga sätt. Detta gör att Muhammed med anhängare flyr till Abessinien och senare ut i öknen i Medina.

## Skådespelare (urval)
Engelskspråkiga versionen
- Anthony Quinn som Hamza
- Irene Papas som Hind
- Michael Ansara som Abu Sufyan
- Johnny Sekka som Bilal
- Michael Forest som Khalid ibn al-Walid

Arabiska versionen
- Muna Wassef - Hind
- Abdullah Gaith - Hamza

## Produktionen
Det var svårt att få finansiering till filmen. Vid ett tillfälle hotades produktionen att läggas ner för att finansiärer drog sig ur. Libyens ledare Muammar al-Khadaffi gick då in med finansiering till filmen. Inspelning skedde i Libyen och Marocko.
Regissören Akkad spelade samtidigt in filmen i två versioner, en på engelska och en på arabiska, den senare med titeln Al-Risalah. De två filmerna använder samma scenbyggen men har olika skådespelare. Enligt Akkad är engelskspråkigt och arabiskt skådespeleri olika och därför gick det inte så lätt som han hade trott, då man var tvungna att för varje scen utarbeta olika kameravinklar för de olika versionerna. 
Eftersom vissa tolkningar av islam förbjuder avbildningar av Muhammed syns han aldrig i filmen och hans röst hörs inte heller. I vissa scener tar kameran Muhammeds plats och skådespelarna talar till kameran. Trots detta fick filmen kritik av vissa muslimer för att de trodde att Anthony Quinn spelade Muhammed i filmen. Vid ett gisslandrama i Washington, DC, var ett av terroristernas krav att filmen skulle förbjudas.

## Priser
Filmen nominerades för en Oscar för bästa originalmusik, av Maurice Jarre.